# Бій біля Скеркі-Бенк
Бій біля Скеркі-Бенк (англ. Battle of Skerki Bank) — морський бій, що стався між з'єднанням «Q» Королівського військово-морського флоту Великої Британії та італійсько-німецьким конвоєм поблизу Скеркі-Бенк у Сицилійській протоці під час битви на Середземному морі.

## Зміст
Морський бій, що стався у ранкові години 2 грудня 1942 року, став останнім боєм того року на Середземноморському театрі війни. Британське з'єднання «Q» під командуванням контр-адмірала С.Харкота, що патрулювало у цій частині Сицилійської протоки, мало у своєму складі 3 легких крейсери «Аврора», «Аргонаут» і «Сіріус», а також 2 есмінці супроводження, британський «Квентін» та австралійський «Кіберон».
Італійське командування сформувало конвой транспортних суден на півночі Тунісу, до якого входили німецьке транспортне судно KT-1 (водотоннажністю 850 тонн), італійські Aventino (3 794 т), Puccini (2 422 т) і Aspromonte (воєнізоване судно-пором водотоннажністю 976 тонн) під командуванням капітана Альдо Коккіа. Транспортники мали перевезти до Італії 1 766 військовиків армії Е.Роммеля, 698 тонн військового майна, 4 танки, 32 автомобіля різного типу й 12 одиниць артилерії. Для супроводження конвою «H», німецько-італійське керівництво виділило потужний ескорт: 3 італійські есмінці «Ніколозо да Рекко», «Каміча Нера» та «Фольгоре»; 2 міноносці «Кліо» та «Прочіоне».
Отримавши дані розвідки про висування італійського конвою вночі з туніського порту, британський контр-адмірал С. Харкот вирішив здійснити раптовий напад, і користуючись перевагами у силах, знищити ворожий конвой. Британські кораблі діяли рішуче і агресивно, затоплюючи одне траспортне судно за іншим. Кораблі ескорту також піддалися атаці британського флоту, есмінець «Фольгоре» отримав важкі пошкодження (в корабель влучило 9 133-мм британських снарядів) і згодом затонув. На його борту загинуло разом з капітаном корабля 120 італійських матросів.
Ескадрений міноносець «Ніколозо да Рекко» також постраждав від вогню супротивника, й після битви був виведений для ремонту до червня 1943 року. Половина його екіпажу загинула у сутичці. «Каміча Нера» під командуванням Адріано Фоскарі спробував чинити опір й випустив усі 6 торпед першим ж пострілом, але промахнувся.
На світанку, британські кораблі відійшли з місця бою, залишився розгромлений вщент конвой на водах Сицилійської затоки. Не втративши жодного моряка, британці пустили на дно 5 ворожих суден та кораблів (Puccini затонуло зранку), знищили близько 2033-2200 військовиків супротивника.
На зворотньому шляху до Мальти, з'єднання «Q» піддалося атаці з повітря італійськими бомбардувальниками «Савойя» SM.79, які намагалися потопити кораблі супротивника, але марно. Водночас, італійці втратили декілька літаків, що були збиті британськими льотчиками з аеродромів Мальти, котрі піднялися на підтримку флотського з'єднання. Британська авіація заявила про збиття 4-х італійських бомбардувальників при втраті одного свого. Пізніше, внаслідок повітряної атаки німецької авіації Ju 88 був потоплений британський есмінець «Квентін», загинуло 20 матросів.